# 4000-talet f.Kr. (millennium)
4000-talet f.Kr. (fyratusentalet före Kristus) är det 5:e millenniet f.Kr. 

## Händelser
- Plogen introduceras i Europa
- De indoeuropeiska språken utvecklas i Centralasien.

### 4750–4250 f.Kr.
- Merimdekulturen blomstrar vid Nilen.

### 4500 f.Kr.
- Ett jordbrukssamhälle med kontakter med övriga delar av Europa börjar att utvecklas i Frankrike.

### 4400–4000 f.Kr.
- Badarikulturen blomstrar vid Nilen.

### 4004 f.Kr.
- 23 oktober - Enligt en beräkning från 1600-talet av irländske ärkebiskopen och teologen James Ussher ska den bibliska skapelsen ha inträffat den 23 oktober[1] detta år. 1701 års psalmbok i Sverige innehöll en motsvarande uppgift om tidpunkten för skapelsen. Sedan dess har vetenskapen kommit fram till annan tidslinje.
- 10 november – Usshers beräknade dag då Adam och Eva[1] fördrevs från Paradiset

### 4000 f.Kr.
- Kopparnålar från runt denna tid har hittats i Egypten.[2]

### Fotnoter
1. 1 2   23 oktober ESA Science & Exploration /esa.int (läst 8 augusti 2025)
2. ↑  Roberts, J: "History of the World." Penguin, 1994.